# Equipe lesotiana na Copa Davis
A equipe lesotiana na Copa Davis representa o Lesoto na Copa Davis, principal competição de tênis masculina por equipes do mundo. É administrada pela Lesotho Lawn Tennis Association.